# Sol en Gobelet

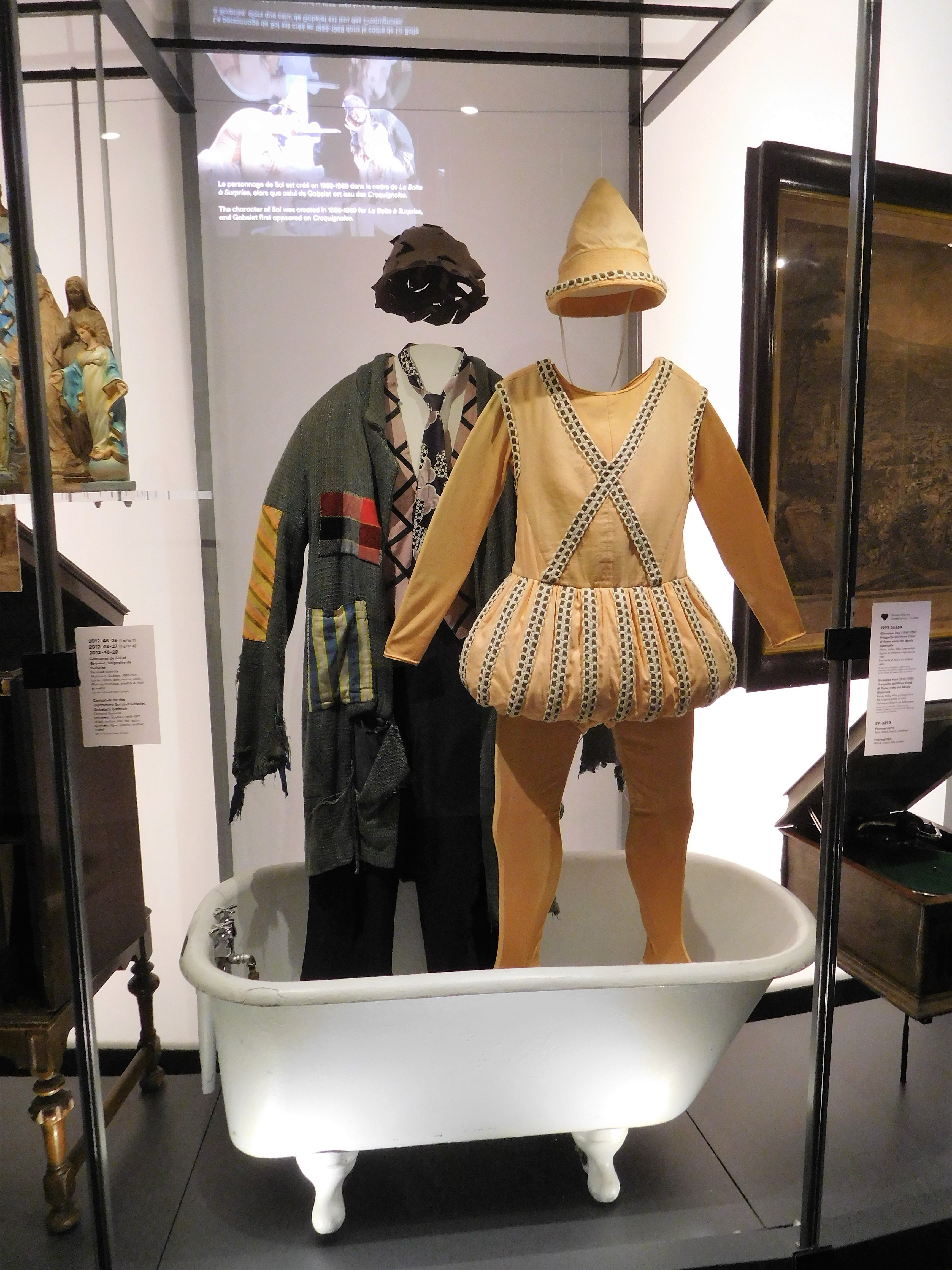
Links kostuum van Sol en rechts van Gobelet

Sol en Gobelet (in het Frans: Sol et Gobelet) was een Canadees en Franstalig clownsduo afkomstig uit Quebec. 
Door de Canadese zender Radio Canada werd rond dit duo een televisieserie voor kinderen gemaakt. Van de serie zijn in de periode van 15 oktober 1968 tot en met 28 december 1971 in totaal 62 afleveringen van 25 minuten uitgezonden.  
Sol heeft een groen vreemd clownspak aan en een stropdas om, dat meer lijkt op een pak van de padvinderij, en heeft een groene platte muts op. Hij heeft een baard en een witte mond. Gobelet heeft een vreemd oranje of geel clownspak aan, dat meer lijkt op een jurk, en een oranje of gele muts op. Verder heeft hij een oranje clownsneus, een wit gezicht en rode lippen.  
In de serie staan de avonturen centraal van de clowns Sol (Marc Favreau) en Gobelet (Luc Durand). De meeste avonturen spelen zich af in of voor hun appartement op de 4e etage, dat er vreemd uitziet met maar één deur en één raam, zwart geschilderde muren en een minimaal aantal meubels en accessoires, wat een grote zwarte leegte geeft. Achter het raam kan met een gordijn zon of regen kan worden gesuggereerd. Sommige avonturen spelen zich elders af, bijvoorbeeld in een soort rare ruimtesonde, die meer lijkt op een mand, en langs een planetoïde vliegt. Naast de clowns komen in de serie ook de figuren d'Isabelle (Suzanne Levésque) en Yo-Yo (Micheline Genin) voor. 
De serie heeft een groot slapstickgehalte en is enigszins te vergelijken met Peppi en Kokki in Nederland, waarbij echter door de clowns wel wordt gesproken, dit in tegenstelling tot Peppi en Kokki, dat een stomme film was met pianomuziek op de achtergrond en een verteller.
In Nederland zijn van 2 januari tot en met 27 maart 1975 een aantal afleveringen door de VARA uitgezonden op donderdagavond van 19.05 tot 19.30 uur onder de titel Sol en Gobelet. De serie was hierbij nagesynchroniseerd in het Nederlands en ook de tune werd in het Nederlands gezongen. Ook begin 1976 werden er nog een aantal afleveringen uitgezonden.